# Cykelbox

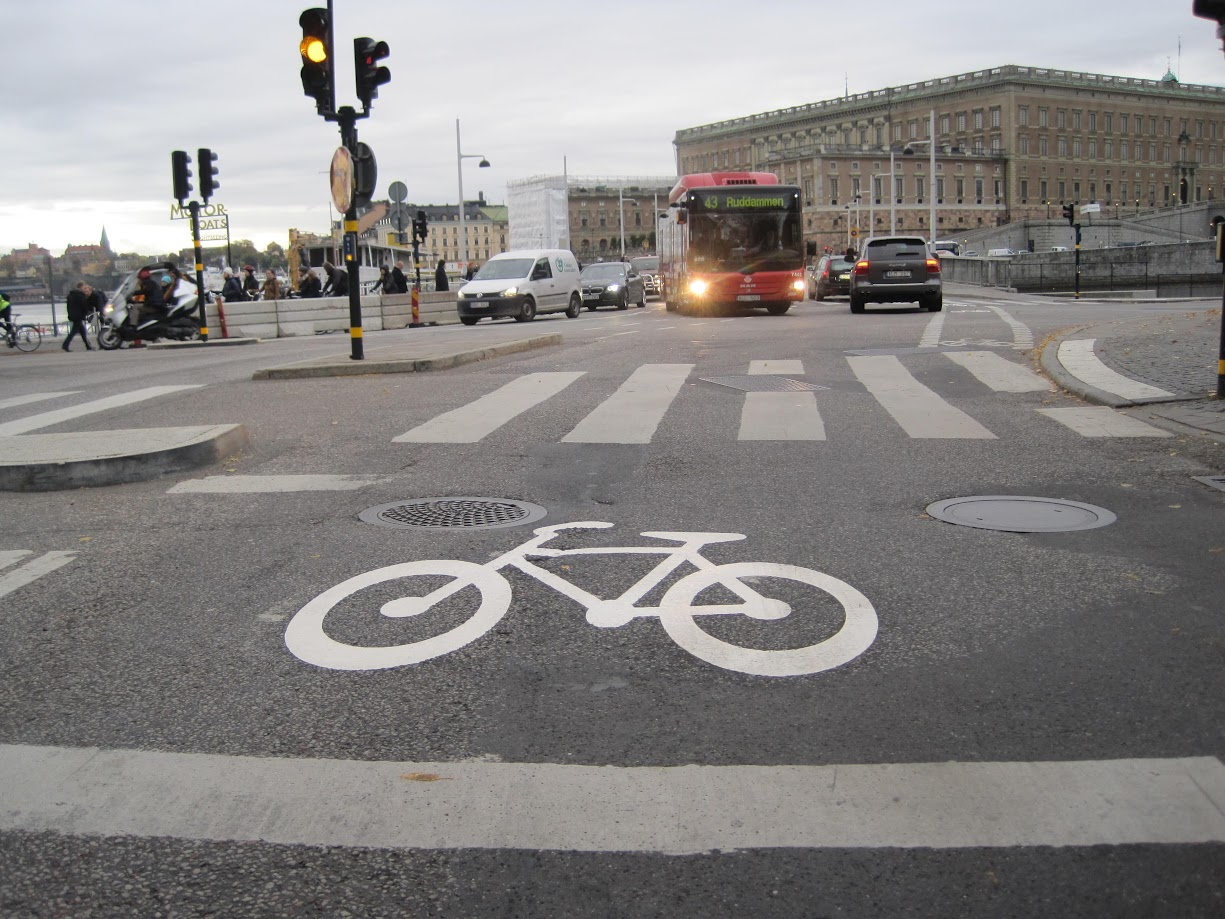
Cykelbox i Kungsträdgården i Stockholm

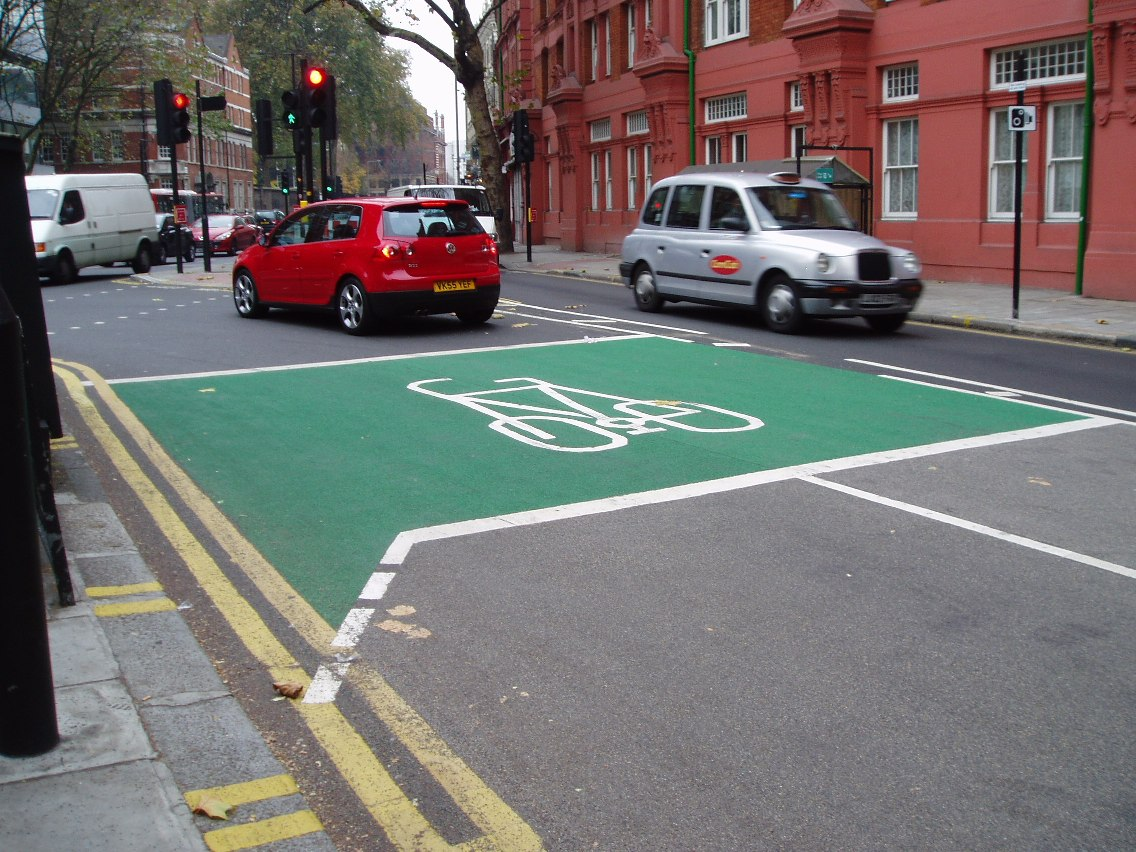
Cykelbox i London

En cykelbox är en yta före en korsning med trafikljus som reserverats för cyklister. Detta görs genom tillbakadragen stopplinje för övrig trafik och skapar därmed en yta mellan trafikljuset och stopplinjen. Syftet är att öka cyklisternas synlighet för motortrafiken. 
Cykelboxar ger cyklister möjlighet att vänta på grönt ljus framför biltrafiken. Cykelboxar minskar risken för svåra olyckor mellan högersvängande motorfordon (särskilt lastbilar) och cyklister. En cykelbox utformas sedan 2018 med vägmarkering M17a.
I Stockholm införde man cykelboxar i drygt 300 trafikkorsningar fram tills 2009.